# Salsola ircutiana
Salsola ircutiana är en amarantväxtart som beskrevs av Michel Gandoger. Salsola ircutiana ingår i släktet sodaörter, och familjen amarantväxter. Inga underarter finns listade i Catalogue of Life.